# József Tajti
József Tajti (Jászapáti, Hungría; 8 de octubre de 1943 – 29 de junio de 2025) fue un futbolista y entrenador de fútbol hùngaro que jugó en la posición de defensa.

## Carrera

### Jugador
| Periodo   | Club                 |
| --------- | -------------------- |
| 1960–1963 | Pénzügyőr SE         |
| 1963–1965 | Kaposvári Rákóczi FC |
| 1965–1974 | Budapest Honvéd FC   |

### Entrenador
| Periodo   | Club               |
| --------- | ------------------ |
| 1975-1986 | Budapest Honvéd FC |
| 1986-1987 | FC Fehérvár        |
| 1988-1989 | Hungría sub-20     |
| 1990-1992 | Csepel SC          |
| 1993-1996 | Dunaújváros FC     |
| 1997-1999 | BVSC Budapest      |

## Logros
- NB1 (4): 1979–80, 1983–84, 1984–85, 1985–86
- Copa de Hungría (1): 1984-85